# Lợn lông đỏ
Lợn lông đỏ (Potamochoerus porcus) là một thành viên trong họ Lợn, sống ở châu Phi, cư ngụ chủ yếu trong rừng mưa Guinea và Congo. Loài này hiếm khi bước chân khỏi rừng mưa, và ưa sống nơi gần sông hay đầm.

## Mô tả

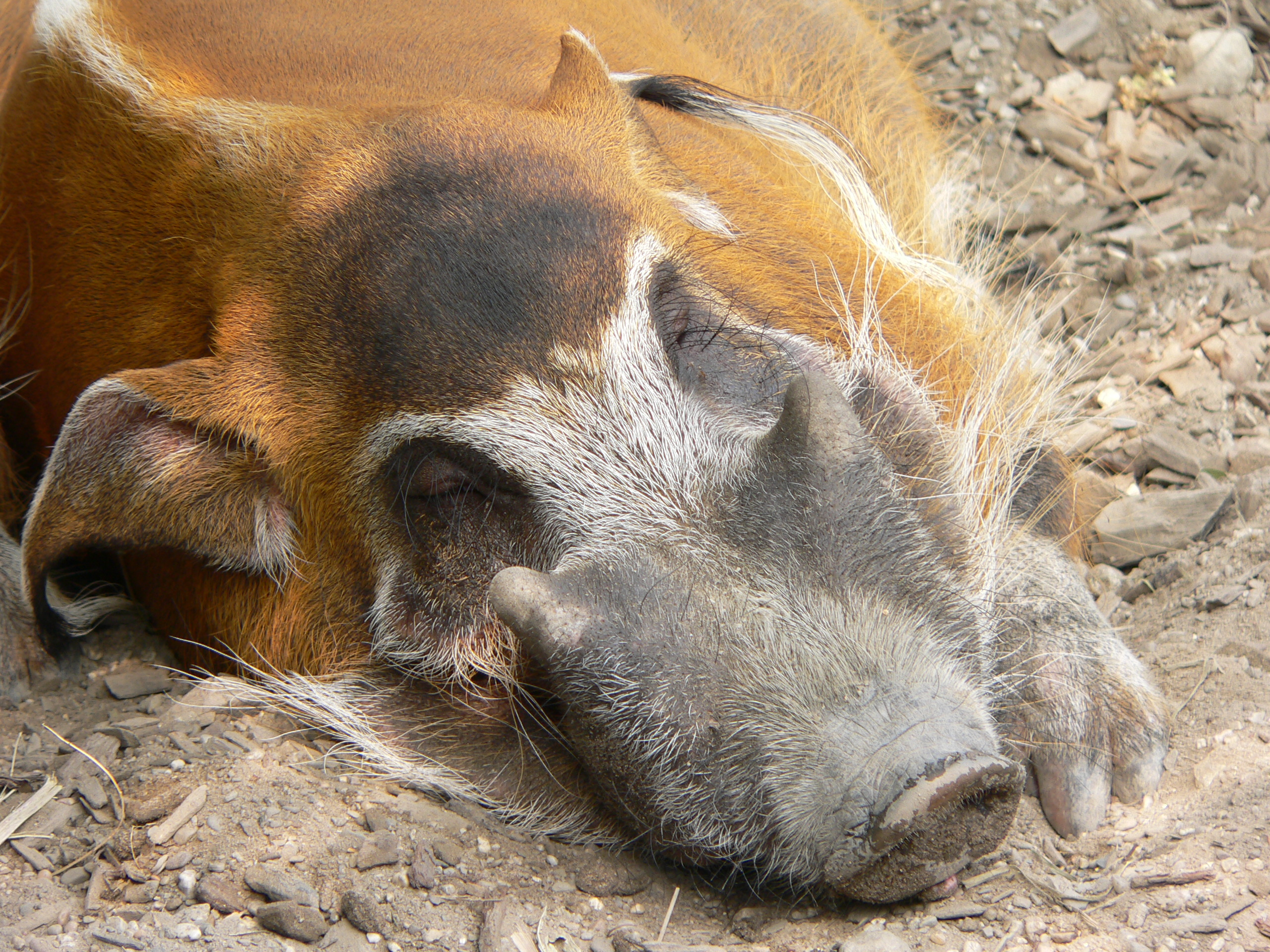
Con đực có u lồi mặt đặc trưng

Lợn lông đỏ có bộ lông màu cam hay nâu hung đỏ nổi bật, cẳng chân đen và sọc trắng chạy dọc sống lưng. Con trưởng thành có quầng trắng quanh mắt; mõm và phần mặt còn lại mang màu đen tương phản. Lông trên hàm và sườn dài hơn phần còn lại, con đực đặc biệt có ria dài. Khác các loài lợn bản địa châu Phi khác, loài này toàn thân phủ lông.
Con trưởng thành nặng 45 đến 115 kg (99 đến 254 lb), cao 55 đến 80 cm (22 đến 31 in) khi đứng, dài 100 đến 145 cm (39 đến 57 in). Đuôi dài 30 đến 45 cm (12 đến 18 in) với một túm lông đen ở chóp đuôi. Tai dài, hẹp, có một túm lông đen trắng mà có lúc đạt tận 12 cm (4,7 in). Con đực to hơn con cái một chút và có u lồi hình nón hai bên mõm cùng răng nanh nhỏ, sắc. Những u lồi này có lẽ dùng để bảo vệ gân mặt khi con đực đánh nhau.
Lợn lông đỏ có công thức răng {\displaystyle {\tfrac {3.1.3.3}{3.1.3.3}}} hay {\displaystyle {\tfrac {3.1.4.3}{3.1.4.3}}}, giống của lợn rừng. Cả hai giới có tuyến xạ gần mắt và trên chân; con đực có thêm tuyến xạ gần răng nanh làm trên và trên dương vật. Con cái có sáu núm vú.